# Saue
Saue est une ville du nord de l'Estonie, dont la population était de 5 988 habitants(01/01/2012) . Elle se trouve dans la région d'Harju et la banlieue verte de Tallinn.

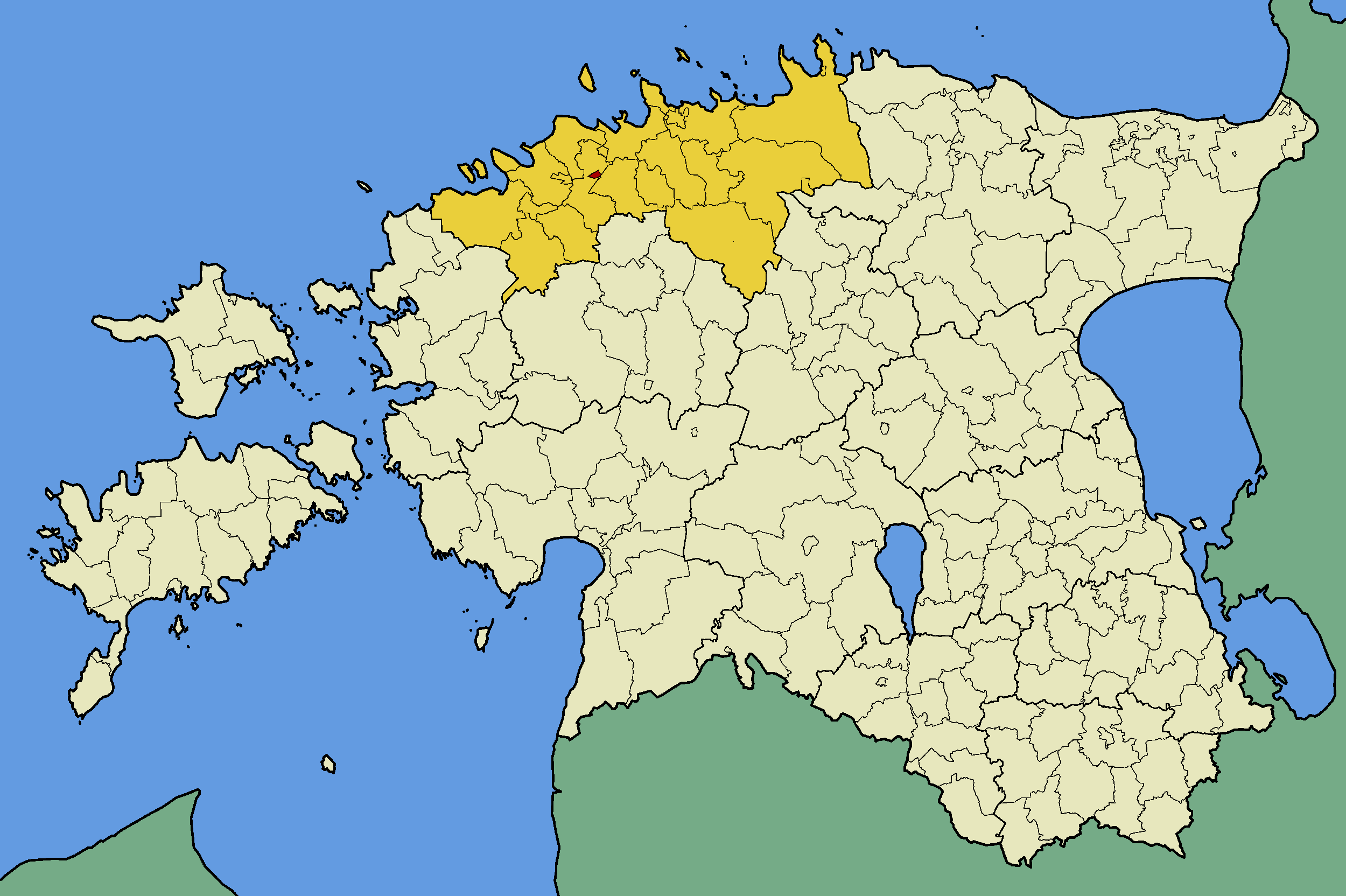
La ville de Saue (rouge)
dans le Comté de Harju (jaune).

## Jumelage
Saue est jumelée depuis 2006 avec Quincy-sous-Sénart (France).

## Galerie

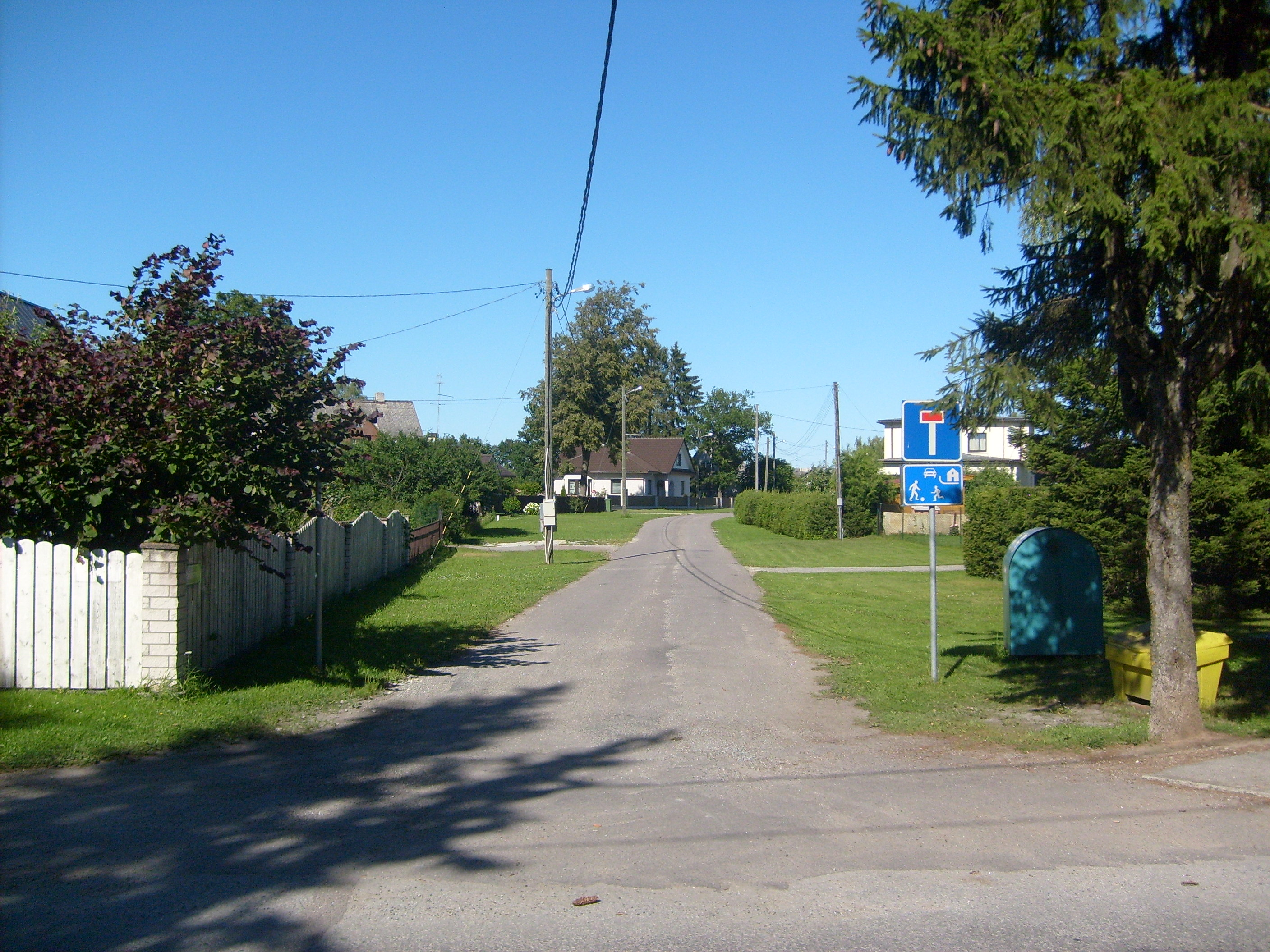
Une rue de Saue
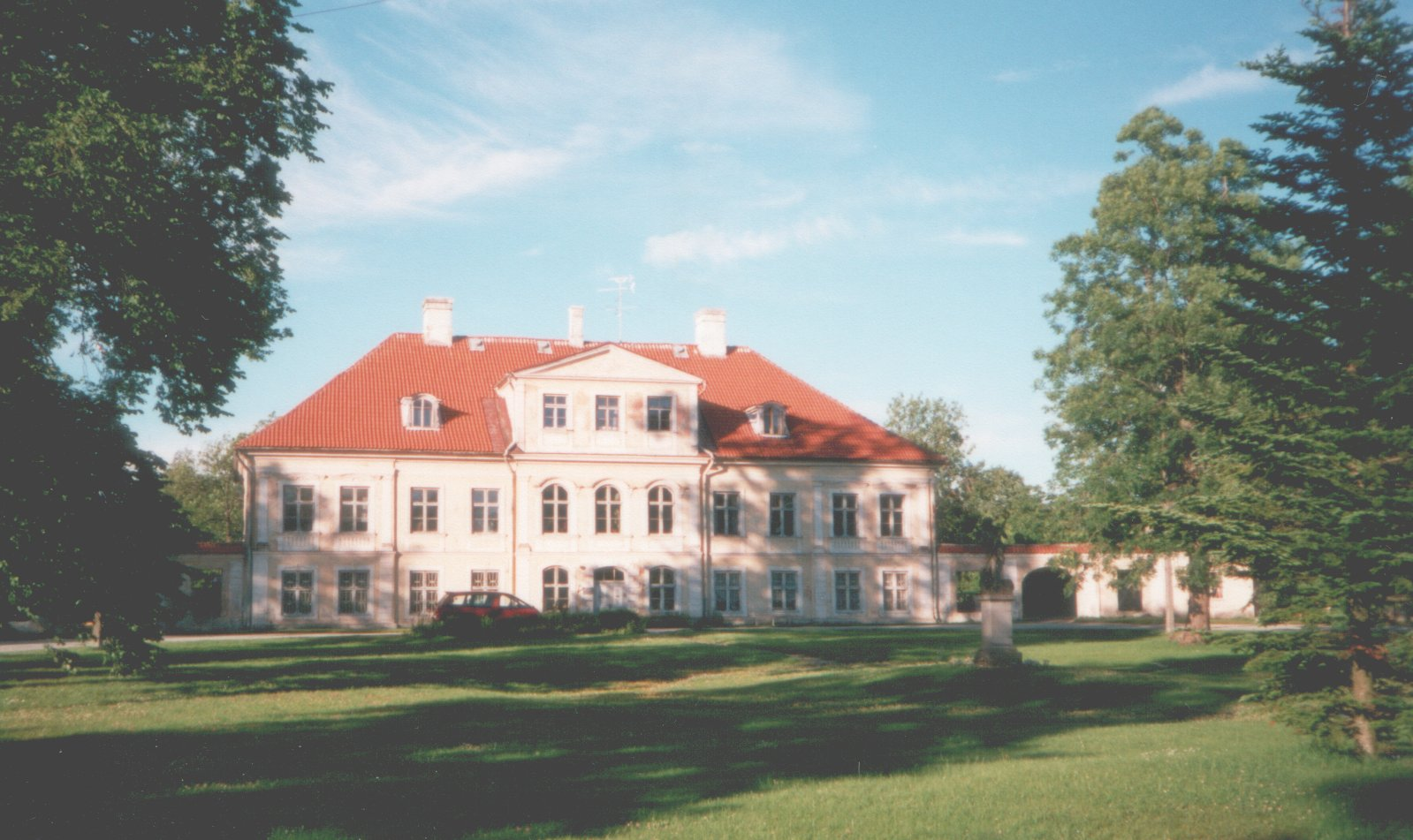
L'ancien manoir de Saue, devenu un musée.